# Fritz Reich
Fritz Simon Reich (* 31. August 1868 in Königsberg; † genauer Todestag und -Ort unbekannt, vom Amtsgericht Hamburg festgesetztes Todesdatum: 31. Mai 1944) war ein Politiker, Kaufmann und NS-Opfer.

## Leben
Fritz Reich stammte aus einer jüdischen Familie, besuchte in Königsberg das Gymnasium bis zur Obersekunda und absolvierte danach eine kaufmännische Lehre in einer Kolonialwarenhandlung seiner Heimatstadt und seinen Militärdienst. In den Folgejahren – von 1891 bis 1897 – lebte und arbeitete er in London als kaufmännischer Angestellter. 1897 ließ er sich in Hamburg nieder, wo er als selbständiger Makler und Inhaber der Firma F.S. Reich und später zusätzlich als beeidigter Aktionator des Großhandels an der Börse tätig war.
Bei den Wahlen im Oktober 1927 wurde Reich für die Wirtschaftspartei in die Hamburgische Bürgerschaft gewählt, sein Mandat verlor er jedoch schon wenige Monate später bei der Wiederholungswahl im Februar 1928. In seiner einzigen Parlamentsrede hatte er sich für die Gebührenentlastung von Klein- und Mittelbetrieben und die Reform von Verwaltungsvorschriften ausgesprochen.
In den Jahren nach der Machtübernahme der NSDAP betrieb Reich zeitweise eine Firma für Öle in Hamburg-Uhlenhorst, nach den Novemberpogromen 1938 wurde er zum Umzug ins Grindelviertel gezwungen. Im Januar 1944 wurde Reich in das KZ Theresienstadt deportiert, es ist davon auszugehen, dass er hier oder in einem der nationalsozialistischen Vernichtungslager ermordet wurde.

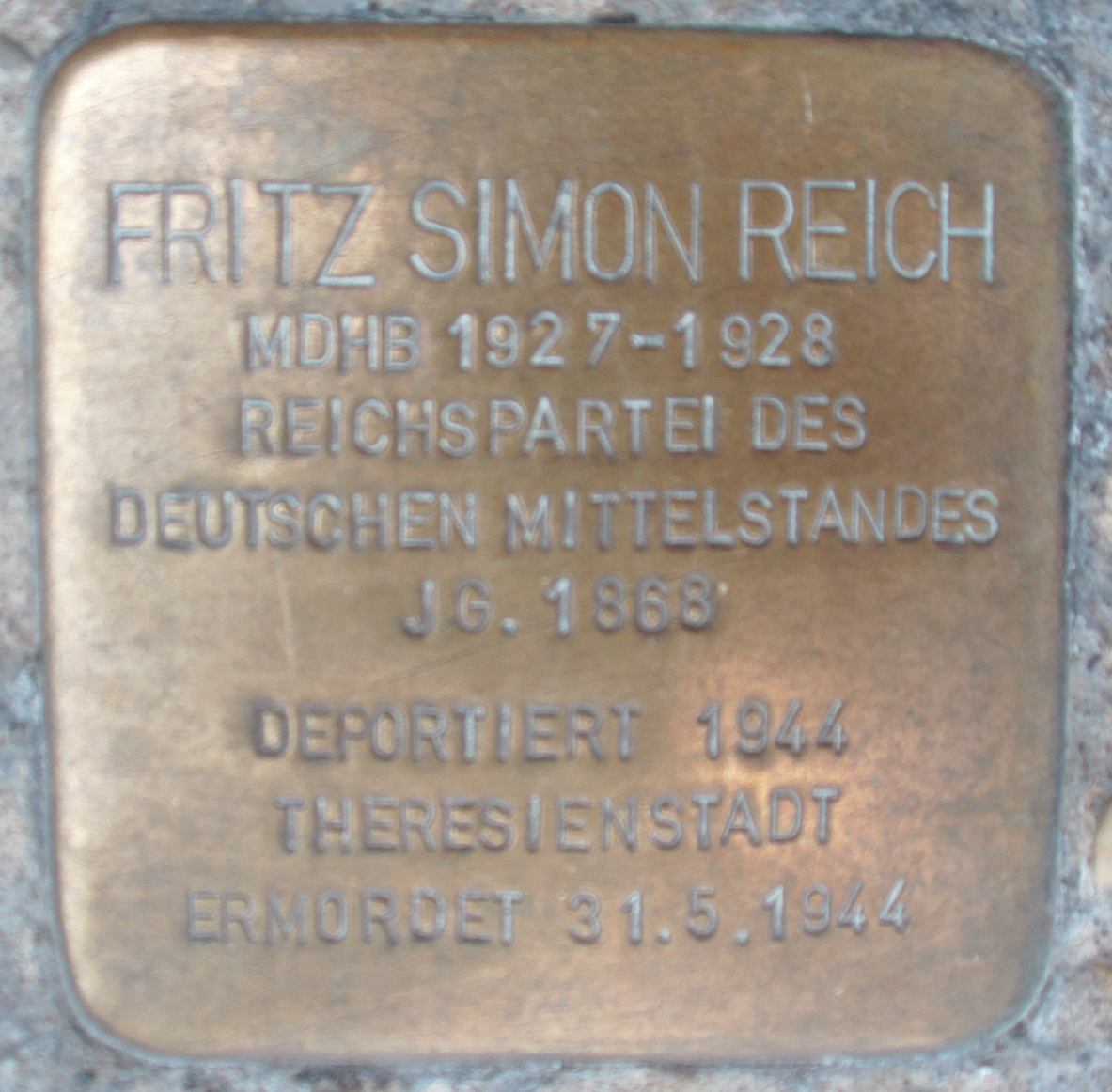
Stolperstein für Fritz Simon Reich

In Hamburg wurden am 8. Juni 2012 vor dem Rathaus Stolpersteine für die ermordeten Mitglieder der Hamburgischen Bürgerschaft verlegt, darunter auch für Fritz Reich.